# Símio antropomorfo
Os símios (corredoura) ou "macacos antropomorfos" é a designação geral em zoologia para as espécies da ordem dos primatas atuais e extintos mais próximos evolutivamente do homem: os gorilas, chimpanzés, bonobos, e orangotangos (chamados grandes símios) e os gibões (chamados símios menores). Junto com os humanos pertencem à superfamília Hominoidea.
Todos possuem o corpo peludo, são desprovidos de cauda, possuem membros superiores mais longos que as pernas (a exceção é exatamente o homem) e dedos compridos. Possuem cérebro grande e relação peso do cérebro sobre peso corporal entre as mais altas da natureza, tornando-os entre os mais inteligentes entre os animais.
São aparentados com o homem evolutivamente, pois possuem o mesmo ancestral comum, o que os leva a apresentar estrutura óssea, muscular e órgãos internos similares morfologicamente. Apresentam postura semi-ereta e caminham sobre as quatro patas (com a exceção do homem e de seus antepassados diretos, destacadamente desde o Australopithecus), apoiando a parte anterior do corpo nas juntas dos dedos (falanges) dos membros dianteiros. Os gibões, mais arborícolas dos antropomorfos, peculiarmente caminham sobre os membros traseiros quando estão no chão.
São divididos em dois grupos, destacando-se notadamente seu diferenciado tamanho nas espécies atuais: os gibões, ou símios antropomorfos menores, classificados na família Hylobatidae e os chimpanzés, bonobos, orangotango e gorilas, grandes símios antropomorfos ou até vulgarmente grandes macacos, na família Hominidae.
No processo evolutivo, a ordem de separação entre as principais linhagens, resultando nas atuais espécies, se dá como: gibões, orangotangos, gorilas, chimpanzés e bonobos.